# Bernt Lundquist
Nils Bernt Anders Lundquist, folkbokförd Lundqvist, född 14 december 1939 i Sankt Görans församling, Stockholm, död 29 maj 2006 i Arbogabygdens församling i Västmanlands län, var en svensk skådespelare.

## Biografi
Bernt Lundquist var son till styckmästaren och sedermera livsmedelsföreståndaren Nils Harald Lundqvist (1918–1972) och linderskan Inga Elisabet, ogift Pettersson (1915–1953).
Han gick aldrig någon teaterutbildning, utan var självlärd. Som tonåring arbetade han som bilmekaniker på en bilverkstad och senare som lastbilschaufför. Han kom i kontakt med Pistolteatern och ställde upp på allt från biljettrivare till skådespelare där. Han började satsa på skådespeleriet efter uppsättningen 1968 av Stig Bilbergs pjäs Avresa och hade därefter några mindre filmroller. Hans genombrott kom när han fick huvudrollen i Lyckliga skitar, som delvis bygger på hans egna erfarenheter som lastbilschaufför.
Lundquist fick för sin rollprestation som Charlie i filmen Lyckliga skitar Chaplinpriset.
Lundquist var ogift.

## Filmografi
Källa: 
- 1968 – Jag älskar, du älskar - sjöman
- 1969 – Ni ljuger - intern på Långholmen
- 1969 – Solens tempel - Kapten Haddock
- 1970 – Lyckliga skitar - Karl-Inge "Charlie" Svensson
- 1970 – Med andra ord
- 1971 – Midsommardansen - Hiltunen
- 1973 – Pistolen - verkstadsförman
- 1973 – Pliten
- 1974 – En handfull kärlek - Karl Inge Svensson
- 1975 – Testfilm Den allvarsamma leken
- 1976 – Stadsresan - Hans Svensson
- 1977 – Mackan - Märtas man
- 1980 – En dag i Stockholm - Bernt
- 1981 – Göta Kanal eller Vem drog ur proppen? - polisen Bertil
- 1981 – Hans Christian och sällskapet
- 1981 – Snacka går ju... - Fritte
- 1981 – Skärp dig, älskling! (TV-serie) - Johan
- 1982 – Dubbelsvindlarna
- 1983 – Profitörerna (TV-serie)
- 1984 – Hur ska det gå för Pettersson? (TV-teater) - Linus pappa
- 1986 – Ester – om John Bauers hustru - konstnären Carl Larsson
- 1986 – Kulla-Gulla - Karlberg
- 1987 – Skjutshållet - bonde
- 1988 – Besökarna - civilpolis
- 1988 – Kråsnålen - fabrikör Schenholm
- 1989 – Svenska hjärtan - Hasse
- 1991 – Svidande affärer eller Historien om de fuktskadade gitarrerna - pantbankskund som säljer revolver
- 1992 – Stortjuvens pojke - värdshusvärden
- 1998 – En kluven stad - skådespelare på Pistolteatern